# 246 (numero)
Duecentoquarantasei (246) è il numero naturale dopo il 245 e prima del 247.

## Proprietà matematiche
- È un numero pari.
- È un numero composto con otto divisori: 1, 2, 3, 6, 41, 82, 123, 246. Poiché la somma dei suoi divisori (escluso il numero stesso) è 258 > 246, è un numero abbondante.
- È un numero sfenico, essendo il prodotto di tre soli fattori primi distinti.
- È un numero semiperfetto in quanto pari alla somma di alcuni (o tutti) i suoi divisori.
- È un numero nontotiente.
- È un numero intoccabile, non essendo la somma dei divisori propri di nessun altro numero.
- È un numero 18-gonale e 83-gonale.
- È un numero malvagio.
- È parte delle terne pitagoriche (54, 240, 246), (246, 328, 410), (246, 1672, 1690), (246, 5040, 5046), (246, 15128, 15130).
- È un numero palindromo nel sistema di numerazione posizionale a base 5 (1441) e in quello a base 9 (303).
- È un numero congruente.

## Astronomia
- 246P/NEAT è una cometa periodica del sistema solare.
- 246 Asporina è un asteroide della fascia principale del sistema solare.

## Astronautica
- Cosmos 246 è un satellite artificiale russo.

## Altri ambiti
- +246 è il prefisso telefonico internazionale di Diego Garcia.